# 미르하셈 호세이니
미르하셈 호세이니(페르시아어: میرهاشم حسینی,‎ 1998년 10월 28일~)는 이란의 태권도 선수이다. 2020년 하계 올림픽에 참가했으며 세계 선수권 대회에서 은메달 1개를 획득했다. 또한 아시안 게임에서 금메달 1개, 아시아 선수권 대회에서 금메달 1개, 은메달 1개를 획득했다.